# Rue Deurbroucq
La rue Deurbroucq est une rue de Nantes, en France.

## Situation et accès
Située dans le centre-ville de Nantes, la rue qui se trouve sur la partie ouest de l'ancienne île Gloriette, et relie l'allée de l'Île-Gloriette et rue Albert-de-Mun à la rue Gaston-Michel et au quai de Tourville. C'est une artère bitumée, ouverte à la circulation automobile et ne rencontre aucune autre voie.

## Origine du nom
Le nom fait référence à la famille Deurbroucq, qui résidait sur l'île Gloriette. Dominique Deurbroucq qui était courtier dans les affaires maritimes, armateur et négrier, amassa une énorme fortune au milieu du XVIIIe siècle et fit construire l'hôtel portant son nom qui est situé non loin de là. Son fils Piter fut un négociant, armateur, puis homme politique durant les XVIIIe et XIXe siècles.

## Historique
Avant 1845, cette rue était une voie privée, date à laquelle le terrain sur lequel elle se trouve fut acheté par la ville au prix de 2,50 fr le mètre carré. Le nom actuel de la rue est donné le 27 octobre 1837.
Des anciennes constructions qui bordaient autrefois la rue, il n’en reste plus rien, puisque durant les années 1970 furent construits, sur son côté est, l'ensemble des immeubles de la « Résidence Les Antilles », imposant bâtiments de 42 mètres et 13 étages.

## Bâtiments remarquables et lieux de mémoire
Le côté ouest de la rue est bordé par la piscine Léo-Lagrange, l'une des plus anciennes de la ville.

## Critiques et plaque explicative
En 2009; l'association Mémoires & Partages, fondée par l'essayiste Karfa Diallo, a ouvert un débat sur les rues honorant par leurs noms des négriers (armateurs ou esclavagistes) dans les cinq principaux ports négriers français : Nantes, La Rochelle, Le Havre, Bordeaux et Marseille. En 2023, la ville de Nantes décide d'installer des plaques explicatives dans quatre voies de la ville : rue Deurbroucq, rue Guillaume-Grou, avenue Mellier et rue rue Kervégan.